# Johannes Sullaqa
Johannes Sullaqa (1510 – 1555) was de eerste patriarch van de met Rome geünieerde Chaldeeuwse Kerk. Deze Kerk vindt haar oorsprong in de Kerk van het Oosten.
Sullaqa was abt in het klooster van Rabban Hormizd in Alqosj (in de buurt van Mosoel). Hij werd in 1552 door nestoriaanse christenen tot patriarch gekozen nadat Simon IX Denkha bar Mama was afgezet. Men wilde aldus voorkomen dat het ambt van patriarch erfelijk bleef en overging op de neef van de vorige patriarch Simon VIII Eshuyow.
Sullaqa reisde daarop via Jeruzalem naar Rome, waar hij zich in 1553 aansloot bij de leer van de Rooms-Katholieke Kerk. Paus Julius III wijdde hem tot bisschop. Hij kreeg de titel van 'Patriarch van de Chaldeeën'. Tijdens de periode van zijn afwezigheid nam patriarch Simon IX bezit van zijn residentie en verklaarde de verkiezing van Sullaqa ongeldig. Alleen de gelovigen van Diyarbakir en Mardin bleven Sullaqa trouw. In 1555 werd hij in opdracht van Simon IX vermoord.